# Herovering van Nieuw-Nederland
De herovering van Nieuw-Nederland (9 augustus 1673).

## De Herovering
Cornelis Evertsen was op een expeditie gestuurd om verschillende koloniën van Engeland en Frankrijk te plunderen. Hier kwam hij bij toeval het Amsterdamse eskader onder Jacob Binckes tegen, dat in december was uitgestuurd om de koloniën en handel van de vijand in West-Indië te plunderen. De twee eskaders bundelden hun krachten en voeren tijdens de zomermaanden naar het noorden, waarbij ze een indrukwekkende marinekracht vormden en spectaculaire successen behaalden. Ze veroverden of vernietigden maar liefst 200 schepen, vielen de tabaksvloot van Virginia aan in Chesapeake en vergaarden veel buit.
De gecombineerde vloot kwam in juli 1673 aan bij de Engelse kolonie New York. De Engelsen hadden Nieuw-Nederland in 1664 overgenomen, en het zien van de indrukwekkende armada met Nederlandse vlaggen deed de smeulende loyaliteit van veel inwoners ontwaken. Terwijl de vloot voor anker lag bij Sandy Hook, ging een groep ontevreden Nederlanders aan boord. Ze klaagden over het leven onder het Engelse bewind en verschaften waardevolle informatie over de gebrekkige staat van de verdediging van de stad en het slecht bemande Fort James. Ze gaven ook aan dat gouverneur Lovelace afwezig was. Dit alles wekte de interesse van Cornelis en Binckes en bracht hen op een waanzinnig idee: wat als ze daadwerkelijk Nieuw-Nederland zouden heroveren?
Met het besluit genomen, stuurde Cornelis een brief naar de burgers van New York, waarin hij hen op de hoogte bracht van zijn plannen en steun vroeg voor zo'n actie, of op zijn minst hun neutraliteit. Vervolgens eiste hij dat de gouverneur van Fort James zich zou overgeven. Hoe Cornelis omging met de Engelse autoriteiten geeft een levendig inzicht in de persoonlijkheid van Keesje de Duivel. Toen de Engelsen vroegen om zijn opdracht te zien, antwoordde hij dat deze "vastzat in de loop van het kanon", zoals ze snel zouden ontdekken als ze het fort niet overgaven.
Na een kort vuurgevecht en de landing van 600 mariniers onder leiding van kapitein Anthony Colve gaven de Engelsen zich over. Het was een gemakkelijke overwinning. New York werd Nieuw-Oranje, Fort James werd Fort Willem Hendrick en kapitein Anthony Colve werd benoemd tot militair gouverneur-generaal.

## Gevolgen
Tijdens de overgang naar een nieuwe voorlopige regering voerden Cornelis en Binckes nog een aanval uit op de Engelse belangen, dit keer gericht op de visserijvloot van Newfoundland. In oktober werden vier schepen onder leiding van Nicolaas Boes uitgezonden, deze missie en had groot succes en veroorzaakte veel schade. Hierna mocht Boes de Zeeuwse vloot ontmoeten bij Fayal op de Azoren. Cornelis en Benckes verlieten half september Nieuw-Oranje en bereikten de Azoren op 27 oktober, waar ze in een enorme storm terecht kwamen die het verlies van een aantal schepen veroorzaakte. De restanten van de vloot kwamen in december aan in Cádiz en hadden dringend reparaties en herinrichting nodig. Hier kreeg Cornelis orders van thuis dat hij terug moest komen naar Vlissingen waar hij op 23 juni 1674 aankwam. Ondanks alle inspanningen van Cornelis en Benckes, was het nieuwe Nederlandse bewind van Nieuw-Oranje van korte duur: in november 1674 keerde de kolonie terug naar Engeland onder het Vrede van Westminster, een onderhandelingstroef in het vredesproces, waarmee het Nederlandse rijk in de Nieuwe Wereld tot een einde kwam. Cornelis werd niet groots onthaald. Ondanks zijn vele successen waren het zijn mislukkingen die de Zeeuwse ambtenaren uitkozen om te onderzoeken. Terwijl zijn metgezel Jacob Binckes werd gepromoveerd tot vice-admiraal van Amsterdam, werd Cornelis beschuldigd van ongehoorzaamheid en gedagvaard door de Algemene Vergadering om de beschuldigingen te beantwoorden. Dat hielp niet. Cornelis ko n weinig laten zien van zijn reizen, het meeste van zijn buit was verloren gegaan door stormen. Zijn superieuren konden niet over het hoofd zien dat hij er niet in was geslaagd zijn primaire missie op Sint-Helena uit te voeren, wat, bij succes, enorme winsten zou hebben opgeleverd. Wat betreft zijn escapade in New York stelde de Vergadering zich op het punt dat een impulsieve actie van Cornelis was en niet gesanctioneerd in zijn instructies, terwijl dat van die reis als zijn grootste prestatie mag worden beschouwd. Zo zagen de Zeeuwse ambtenaren het niet. Ze hadden een tekort aan geld, en waren niet op zoek naar territorium, maar naar prijsschepen en rijke ladingen om de uitgeputte provinciale schatkist aan te vullen. Voor hen was deze sideshow in New York klein en bijkomstig; het had meer problemen en verantwoordelijkheden gecreëerd, en, erger nog, meer kosten. De prestatie van Cornelis was niet zozeer een grote patriottische sensatie, maar eerder een nieuwe economische last.